# Jacques Deschenaux
 (février 2023).
Si vous disposez d'ouvrages ou d'articles de référence ou si vous connaissez des sites web de qualité traitant du thème abordé ici, merci de compléter l'article en donnant les références utiles à sa vérifiabilité et en les liant à la section « Notes et références ».
Pour les articles homonymes, voir Deschenaux.
Jacques Deschenaux est un journaliste suisse, né le 9 décembre 1945 à Fribourg. Il vit actuellement à Plan-les-Ouates, dans le Canton de Genève.

## Biographie
Juriste de formation, il s'intéresse très tôt au sport automobile au contact de Joseph Siffert, pilote suisse dont il devient un ami proche. Correspondant sportif de la Tribune de Genève à l'âge de 17 ans, il couvre de nombreux sports régionaux tout en menant sa vie d'étudiant. Après la mort de Jo Siffert en 1971 lors d'une épreuve de formule 1 courue sur le circuit de Brands-Hatch (GB), il publie la biographie du pilote puis il s'engage par la Télévision suisse romande (TSR), à Genève, où il fait toute sa carrière de 1973 à 2007, en qualité de journaliste au Département des sports, qu'il a dirigé de 1994 à 2001, puis de Délégué à la Direction des Programmes, spécialisé dans l'acquisition des droits de retransmissions sportives.
Il présente plus de mille émissions, dont le Concours Eurovision de la Chanson en 1989, avec Lolita Morena. Il commente le ski alpin durant 19 hivers (de 1976 à 1994).
Il œuvre en qualité de journaliste à de nombreux grands reportages pour la TSR tels que La Targa Florio (1973), Le Rallye de Suède (1975), Moto à Daytona Beach (1976), Indy's Follies (500 miles d'Indianapolis) en 1979, Destin Jean-Claude Killy (1980). 
Il couvre 12 Jeux Olympiques, 6 d'hiver et 6 d'été : Montréal 1976, Lake Placid 1980, Moscou 1980, Sarajevo 1984, Los Angeles 1984, Calgary 1988, Séoul 1988, Albertville 1992, Lillehammer 1994, Atlanta 1996, Nagano 1998 et Sydney 2000.
Il est avant tout connu comme Monsieur Formule 1 pour avoir commenté les Grands Prix durant 35 ans, de 1973 à 2007. 
Retraité depuis fin 2007, Jacques Deschenaux a fondé la Société JDx Performance (Sàrl), spécialisée dans le conseil dans les domaines des droits sportifs, de l'éditorial et de la communication. (www.jdx.ch) 
Jacques Deschenaux est marié et père de 2 filles.

## Publications
Jo Siffert, tout pour la course, Paris, Éditions Solar, 1972, Kimber, Londres, MotorBuch Verlag, Stuttgart.
Ma Course, Lausanne, Éditions Favre, 2007
Au-delà de soi-même, biographie de Claudio Alessi, Éditions Favre, Lausanne, 2012 
Pressé de Vivre, biographie de Philippe Favre, Éditions Favre, Lausanne, 2015
Échec à la Mort, Récit du sauvetage miraculeux de Claudio Alessi atteint d'un Covid très grave aux Maldives en 2021. Éditions Favre, Lausanne 
Grand Prix Guide, de 1979 à 2023 - 44 éditions 